# Virgularia galapagensis
Virgularia galapagensis är en korallart som beskrevs av Sydney John Hickson 1930. Virgularia galapagensis ingår i släktet Virgularia och familjen Virgulariidae. Inga underarter finns listade i Catalogue of Life.